# Lepidochaetus zelinkai
Lepidochaetus zelinkai is een buikharige uit de familie Chaetonotidae. Het dier komt uit het geslacht Lepidochaetus. Lepidochaetus zelinkai werd in 1908 voor het eerst wetenschappelijk beschreven door Grünspan. 